# Chandrashoogvlakte
De Chandrashoogvlakte (soms ook getranslitereerd als Handras hoogvlakte) in Kreta is een hoogvlakte in het oosten. Ze is gelegen op een hoogte van ongeveer 600 meter.
Deze streek staat bekend om de tonnen druiven die vooral in augustus en september liggen te drogen om er rozijnen van te maken. Gemiddeld gaat het hier om 600 ton.
Op deze vlakte vindt men talrijke windmolens met zeildoek. Deze dienen voor de irrigatie van het gebied. Er staan nog meer van dergelijke molens dan op de daarom bekende Lassithihoogvlakte. Deze molens staan rond het dorp Armeni.
Andere bezienswaardigheden zijn een Venetiaans herenhuis in Etia en de tempel van Nea Presos.